# Eko Eko Azarak
Eko Eko Azarak é a frase inicial de um encantamento Wiccan. O seu formato contemporâneo foi criado por Gerald Gardner, conhecido como o fundador do Wicca como uma corrente religiosa organizada e como o pai do revivalismo Neo-Pagão.
Tendo destaque no ritual de Samhain que Gardner nos deixou, o formato tradicional é o seguinte:
Eko, eko, Azarak
Eko, eko, Zomelak
Bazabi lacha bachabe
Lamac cahi achababe
Karrellyos
Lamac lamac Bachalyas
Cabahagy sabalyos
Baryolos
Lagoz atha cabyolas
Samahac atha famolas
Hurrahya!
Gardner também publicou a versão deste Encantamento em 1954 no seu romance esotérico High Magic's Aid. Há existência de uma outra variante em que se expande o Eko, Eko para quatro linhas, funcionando como salvação aos Deuses Wiccans, tais como Cernuno e Aradia.

## Origens
Existem duas principais origens que ajudaram Gardner na criação deste Encantamento. As linhas iniciais, com o seu repetitivo Eko, Eko, vêm - aparentemente - de um artigo publicado em 1921, numa edição do Jornal Form, que era uma revista de arte esotérica editada por Austin Osman Spare. Este artigo, por J. F. C. Fuller, tinha a seguinte versão:
Eko! Eko! Azarak! Eko! Eko! Zomelak!
Zod-ru-kod e Zod-ru-koo
Zon-ru-koz e Goo-ru-mu!
Eo! Eo! Oo...Oo...Oo!
Fuller não nos dá qualquer fonte para a origem deste Encantamento, mas o texto que ele escreveu, com o seu repetitivo zod, é reminiscente da Linguagem Enoquiana de John Dee e Edward Kelly.
Gardner adicionou ao texto de Fuller uma variante, que aparece num texto francês do Século XIII: Le Miracle de Théophile, pelo trovador Rutebeud. Dito por uma personagem chamada Salatin, este usa as seguintes palavras para invocar o Diabo:
(Ci conjure Salatins le deable.)
Bagahi laca bachahé,
Lamac cahi achabahé,
Karrelyos.
Lamac lamec bachalyos,
Cabahagi sabalyos,
Baryolas.
Lagozatha cabyolas,
Samahac et famyolas,
Harrahya.

## Interpretações
Não é certo o significado das fontes acima ditas. Pennethorne Hughes, numa monografia publicada em 1952 sobre Bruxaria, afirma que o texto do Le Miracle de Théophile tem a sua origem numa versão basca.
Michael Harrison no seu livro The Roots of Witccraft, dá-nos interpretações mais especificas do Encantamento Basco. Na sua tradução, ele diz-nos que esse encantamento fala-nos sobre voos sobre o ar, sacrificios, jejum, beber e depois lavar os pratos.
De acordo com Raven Grimassi, alguns Wiccans acreditam que este Encantamento é uma Invocação das forças dos Quatro Elementos